# Tamires
Tamires Cássia Dias Gomes (Caeté, 10 de outubro de 1987) é uma futebolista profissional brasileira que atua como lateral-esquerda. Atualmente, joga pelo Corinthians e pela Seleção Brasileira.
A jogadora foi uma das 23 convocadas para a Copa do Mundo de Futebol Feminino de 2023 pela técnica Pia Sundhage. Se transferiu para o clube dinamarquês, Fortuna Hjørring em 2015. Seu primeiro jogo pela Seleção foi em 2006 e, após o nascimento do filho Bernardo, voltou a ser convocada, em 2013. Chegou ao Corinthians em 2019, onde desde então vem fazendo história.
Movida por desafios, se aventurou no mundo da música recentemente ao dividir os vocais com a namorada Gabi Fernandes na música "Ela escreve a própria história".

## Biografia

### Infância
Sempre gostou de jogar futebol, esperando o pai policial voltar para casa ou aproveitando a companhia de tios e primos para jogar bola. Aos 11 anos, ela decidiu que queria ser atleta profissional após assistir a um jogo da seleção feminina na TV.

### Início da carreira
Aos 15 anos, se mudou para São Paulo para morar com uma tia e tentar seguir a carreira no futebol. A carreira de Tamires começou no futsal, com passagens por equipes de Guarulhos, como Tiger e Estrela.
Em 2003, o Tiger levou as jogadoras para um teste de futebol de campo do Juventus, da Mooca, e ela foi uma das selecionadas. Foi onde conheceu o ex-marido, César, que também era jogador.

### Santos
Acabou deixando o Clube Atlético Juventus para atuar nas Sereias da Vila por duas temporadas, entre 2006 e 2007. Em sua segunda temporada com o Santos, conquistou o título da Liga Nacional e o Paulistão, este último ao vencerem o Jaguariúna pelo placar agregado de 4–1.

#### Charlotte Eagles e Ferroviária
Em seguida, defendeu o Charlotte Eagles, dos Estados Unidos. Jogou 10 partidas, marcou um gol e deu duas assistências. Foi apelidada de "Tam-tam". Seu time terminou na segunda posição da divisão do Atlântico, com 34 pontos em 14 jogos, mas foram eliminadas na semifinal de conferencia pelo Washington Freedom.
Voltou ao Brasil, no fim de 2008, para jogar pela Ferroviária, de Araraquara.

#### Atlético Mineiro
Em 2009, descobriu que estava grávida aos 21 anos e acreditou que teria que deixar o futebol. No entanto, com o apoio da família e do marido, conseguiu enfrentar a nova etapa da vida. Passou dois anos parada, cuidando do filho e acompanhando o marido, até receber um convite do Atlético Mineiro, em 2011. Seu marido jogava em outro clube em Minas, e quase nunca estavam juntos com um família, então a distância do filho e do marido, fez com que voltasse a deixar os gramados.

### Centro Olímpico

#### 2013
Com seu marido recebendo uma proposta para atuar no São Bernardo, viu a possibilidade de voltar aos gramados, pois havia uma parte de sua família em São Paulo que poderia cuidar de seu filho. Assim, começou a treinar com a equipe do Centro Olímpico, pois podia jogar e ainda passar tempo com sua família. Mesmo com pouco tempo de volta, foi convocada novamente para a Seleção Brasileira. Seu marido, César, acabou indo jogar no Moto Club, mas por conta da distancia, dessa vez foi o marido que decidiu dar uma pausa para acompanhar a esposa.
Na primeira edição do Campeonato Brasileiro, ajudou seu time a ser campeão. Na fase de grupos, foram quatro jogos e quatro vitórias. Na segunda fase, conquistaram quatro vitórias em seis jogos, assim avançando para a semifinal. Na semifinal, venceram a equipe do Foz Cataratas, no placar agregado por 6–2, e na final contra o São José-SP, saíram vitoriosas com o placar agregado de 4–3. Nessa edição, nos 14 jogos do campeonato, atuou em 12 e marcou oito gols.[carece de fontes?]

#### 2014
Em 2014, o Centro Olímpico veio forte mais uma vez, avançando para a segunda fase, onde novamente venceu quatro de seis jogos, mas acabou sendo eliminado na semifinal pelo Kindermann no duelo nos pênaltis por 3–2, que acabou vencendo o campeonato. No paulista, foram eliminadas nas quartas de final pela equipe Rio Preto pelo placar agregado de 4–1.

#### 2015
Em 2015, na primeira metade do ano, atuou no Campeonato Paulista, mas o Centro Olímpico acabou eliminado na primeira fase. Apesar disso, foi convocada para os Jogos Pan-Americanos de 2015, em Toronto, no Canadá. Após ter tido uma grande atuação, chamou atenção do mercado europeu, e foi buscar a sorte em outro continente.

### Fortuna Hjørring

#### 2015
No fim de 2015, chegou ao clube dinamarquês, Fortuna Hjørring, com toda sua família, seu marido ainda tentou achar algum clube, mas não conseguiu e decidiu se aposentar. Apesar da barreira linguística, e do frio, não deixou o bom futebol de lado. Atuando pela equipe do norte da Dinamarca, em sua primeira temporada, ajudou seu time a ficar na primeira posição, na primeira fase do campeonato. Na segunda fase, se sagraram campeãs após ter nove vitórias em 10 jogos, garantindo o título e classificação para a Champions League (2015–16). Marcou um gol. Naquela edição da Champions, atuou em quatro jogos, os dois das oitavas, e dois das quartas. Nas oitavas, o Fortuna enfrentou o ZFK Minsk da Bielorrússia, onde no agregado venceram por 6–0. Nas quartas, acabaram sendo eliminadas para a equipe italiana Brescia pelo agregado de 2–1. Na Copa da Dinamarca, foram derrotas na final pelo Brøndby IF pelo placar de 2–1.

#### 2016
Em 2016, o Fortuna também avançou para a segunda fase do Campeonato Dinamarquês, mas dessa vez acabaram com o 2.° lugar, com o Brøndby IF sendo campeão. Mesmo com o 2.° lugar, se garantiram em mais uma edição da Champions League (2016–17). Nessa edição, marcou três gols. Na Champions, o Fortuna foi mais longe do que no ano anterior, chegando na semifinal. Nas oitavas eliminaram o Athletic Bilbao pelo agregado de 4–3, nas quartas reencontraram a equipe italiana Brescia — que havia a eliminado na edição anterior — mas dessa vez saíram vitoriosas, com o placar agregado sendo 4–1. Na semifinal encararam a potencia inglesa, Manchester City, onde foram derrotadas no jogo de ida e de volta pelo placar de 1–0. Na Copa da Dinamarca, se sagraram campeãs após vencer o Brøndby IF pelo placar de 3–1.

#### 2017
No ano de 2017, o Fortuna ficou em 1.° lugar na primeira fase do Campeonato Dinamarquês. Na segunda fase, se sagraram campeãs da Dinamarca mais uma vez, com Tamires fazendo 14 gols, sendo sete na primeira fase e cinco na segunda.> Na Champions League (2017–18) acabaram sendo eliminadas nas oitavas de final pela equipe da Fiorentina por 2–1. Já na Copa, foram eliminadas na semifinal pelo Brøndby IF pelo placar de 4–1.

#### 2018
Em 2018, na sexta rodada do Campeonato, anotou um hat-trick no duelo contra o VSK Aarhus, na vitória por 5–0. O Fortuna também avançou para a segunda fase do Campeonato Dinamarquês, mas outra vez acabaram com o 2.° lugar, com o Brøndby IF sendo novamente campeão. Mesmo com o 2.° lugar, se garantiram em mais uma edição da Champions League (2018–19), mas foram eliminadas no round de 32, novamente pela Fiorentina, por 4–0. Na Copa, foram eliminadas nas quartas de final após grande duelo contra o Brøndby IF, pelo placar de 4–3.

#### 2019
O ano de 2019 começou com o Fortuna sendo campeão da Copa da Dinamarca, em abril, venceram seu grande rival, Brøndby IF, pelo placar de 1–0. Após grandes atuações, foi chamada para a Copa do Mundo de 2019 que ocorreria no mês de junho. Com a eliminação do Brasil nas oitavas de final, decidiu sair da Dinamarca e retornar ao Brasil.

### Corinthians

#### 2019
Após a Copa, em julho de 2019, chegou ao Parque São Jorge como novo reforço do Corinthians. Em seu primeiro jogo, saiu do banco de reservas e marcou um dos nove gols na vitória sobre o São Francisco pelo Campeonato Brasileiro. Na temporada de 2019, vestiu a camisa do clube 25 vezes e marcou quatro gols. Em 2019, com as "Brabas" foi vice-campeã brasileira após derrota para a Ferroviária, mas campeãs do Campeonato Paulista e da Libertadores, sendo a final da Libertadores uma revanche após serem campeãs em cima da Ferroviária. Terminou sua primeira temporada no Corinthians, com quatro gols e quatro assistências.[carece de fontes?]

#### 2020
Ao longo de 2020, apesar da pandemia, provou mais uma vez sua importância defensiva e ofensiva na equipe do Corinthians, atuando tanto como lateral quanto de ponta. Esteve em 27 jogos, fez cinco gols, deu seis assistências e foi constantemente convocada para a Seleção. O Corinthians levantou os troféus do Brasileiro e do Paulista e, no fim do ano, estendeu seu contrato até 2021.

#### 2021
Em 2021, viveu temporada agitada por conta das constantes convocações. A atleta teve que se dividir entre o Corinthians e a Seleção, mas não deixou a desejar com nenhuma das duas camisas. Pelo Timão, foram 38 jogos, nove gols e cinco assistências. Atuando como ponta, a jogadora foi peça importantíssima na conquista da inédita Tríplice Coroa (Brasileiro, Paulista e Libertadores). No fim do ano, renovou sem contrato com o Corinthians por mais dois anos, até o fim de 2023.

#### 2022
O ano de 2022, começou com título para a atleta, que conquistou a Supercopa Feminina com o Timão, na vitória de 1–0, na Neo Química Arena, sobre o Grêmio. Em 15 de maio, na vitória por 3–0 sobre o Cresspom, pelo Campeonato Brasileiro, chegou a marca de 100 jogos com a camisa do Corinthians. Depois disso, foi campeã do Brasileirão mais uma vez e, pela primeira vez, da Copa Paulista, além de ser campeã da Copa América com a Seleção Brasileira. Finalizou sua temporada com o Corinthians com quatro gols e quatro assistências.

#### 2023
A temporada de 2023 começou novamente com título para a lateral, que conquistou a Supercopa Feminina com o Timão, na vitória de 4–1 sobre o Flamengo, com dois dos quatro gols — um há um minuto e outro aos 57 minutos. Em 17 de abril, aos 49 minutos fez um belo gol de fora da área para empatar o Derby Paulista, em 2–2 — na ocasião, o Corinthians venceu de virada por 3–2. Em 26 de junho, no jogo de volta das quartas de final do Brasileirão, no duelo contra o Cruzeiro, fez o gol que selou a vitória das Brabas aos 64 minutos, de forma muito parecida com seu gol diante do Palmeiras meses antes e o Timão venceu por 4–2 (6–3 no resultado agregado). Também fez o gol da virada e do título do Corinthians sobre a Ferroviária na final do Campeonato Brasileiro, aos 57 minutos. Foi a quarta vez que foi campeã brasileira pelo Timão. 
Em outubro, durante a campanha da Copa Libertadores da América, se mostrou essencial fazendo um gol e uma assistência, ajudando o Corinthians a ir avançando. Na final, o Timão enfrentou o Palmeiras, onde se sagrou campeão mais uma vez, vencendo por 1–0. E na última semana de novembro, o Corinthians venceu o São Paulo pelo placar agregado de 5–2 e conseguiu seu quarto título paulista, sendo campeã de todos os títulos possíveis.
Encerrou 2023, com nove gols e duas assistências, e também foi a artilheira da Supercopa do Brasil de 2023. Em 16 de dezembro, assinou sua renovação com o Corinthians até o fim de 2025.

#### 2024
No inicio de 2024, com o inicio da competição da Supercopa do Brasil, acabou se lesionando antes mesmo do primeiro jogo, mesmo assim chegou a ir para o jogo das quartas no Beira-Rio para enfrentar a equipe do Internacional, mas ficou no banco de reservas e não jogou, pois acabou sentindo seu joelho esquerdo no aquecimento. Mesmo sem a "Mãe da Fiel" as Brabas conseguiram o título, passando pela Ferroviária nas semifinais e vencendo o Cruzeiro na final.
Em 18 de março, fez a sua estreia na temporada, sendo titular na partida válida pela primeira rodada do Campeonato Brasileiro, na vitória por 3–0 contra o Grêmio. No dia 12 de Abril, na vitória por 3-1 contra o Santos, Tamires marcou dois gols e foi escolhida como a jogadora da rodada número 5.

## Seleção brasileira
Em 2013, voltou ao futebol para defender o São Bernardo e treinou no Centro Olímpico. Foi nessa época que voltou à Seleção Brasileira de Futebol Feminino, convocada para retornar ao time nacional no duelo contra a Nova Zelândia pela Valais Women's Cup. Em 2014, conquistou a Copa América pela primeira vez com a camisa da Seleção.
Foi ouro com a Seleção Brasileira, nos Jogos Pan-Americanos de 2015, em Toronto, no Canadá. Depois disso, recebeu um convite para se transferir para o Fortuna Hjørring, da Dinamarca. No mesmo ano, também no Canadá, disputou a Copa do Mundo de Futebol Feminino de 2015, sua primeira participação em um Mundial.
Foi titular no elenco da Seleção Brasileira, nas Olimpíadas de 2016 e na Copa América Feminina de 2018. Conquistou o título da Copa América, em 2018, com a Seleção, participando de sete jogos.[carece de fontes?] Foi convocada pelo técnico Vadão, em maio de 2019, para a disputa da Copa do Mundo de 2019.
No mês de dezembro de 2019, na vitória contra o México, no dia 12, se tornou a primeira jogadora da história da Seleção a completar 100 jogos. A CBF não registrava os dados dos jogos femininos, então não tem certeza das estatísticas de outras jogadoras. Assim, a primeira jogadora a completar 100 jogos com a camisa "amarelinha" oficialmente foi Tamires.
Em 2022, fez parte do elenco brasileiro campeão da Copa América, onde a Seleção derrotou a Colômbia por 1–0 e, com esse título, garantiu o Brasil na Finalíssima — troféu disputado entre o vencedor da Copa América e o vencedor da Euro Copa.
Em 2023, na final da Finalíssima, a Inglaterra venceu o Brasil, nos pênaltis, por 4–2, após empate em 1–1 no tempo regulamentar, diante de 83 132 torcedores, no Estádio de Wembley. A camisa 6 também foi convocada por Pia Sundhage para disputar a Copa do Mundo, sendo uma das principais jogadoras da Seleção Brasileira, mas a Seleção caiu na fase de grupos. A lateral esquerda do Corinthians foi a única atleta presente em todas as convocações da técnica Pia Sundhage em sua passagem pela Seleção Brasileira.
Em 15 de março de 2024, Arthur Elias anunciou a convocação da Seleção Brasileira para os jogos da SheBelieves Cup — torneio que é realizado todos os anos nos Estados Unidos — onde foi mais uma vez convocada. No duelo valido pela disputa do 3° lugar, Tamires começou de titular e chegou a marca de 150 jogos com a camisa da seleção brasileira.
Em agosto, participou de sua terceira Olimpíada nos Jogos Olímpicos de Verão de 2024. Após ajudar a seleção a vencer a França nas quartas, sentiu dores no tornozelo e descobriu um rompimento no ligamento que a tirou dos dois jogos seguintes, no qual o Brasil ganhou a medalha de prata.

## Títulos e destaques

### Clubes
Santos
- Liga Nacional: 2007
- Campeonato Paulista: 2007

Centro Olímpico
- Campeonato Brasileiro: 2013

Fortuna Hjørring
- Campeonato Dinamarquês: 2015–16, 2017–18
- Copa da Dinamarca: 2015–16, 2018–19[30]

Corinthians
- Copa Libertadores da América: 2019, 2021 e 2023
- Campeonato Paulista: 2019, 2020, 2021 e 2023
- Campeonato Brasileiro: 2020, 2021, 2022, 2023 e 2024
- Supercopa do Brasil: 2022, 2023 e 2024
- Copa Paulista: 2022

### Seleção Brasileira
- Copa América: 2014, 2018 e 2022[31]
- Jogos Pan-Americanos: 2015

### Prêmios individuais
- IFFHS CONMEBOL Time feminino da década 2011-2020[32]
- Seleção do Brasileirão Feminino: 2019, 2020, 2021, 2022, 2023
- Gol mais bonito Brasileirão Feminino: 2019 e 2020
- Prêmio Rainha da América - El País: 2021
- Craque da Galera do Campeonato Paulista: 2021
- Seleção da Copa Libertadores da América: 2020 e 2021
- Bola de Prata ESPN – Seleção do Campeonato Brasileiro: 2021, 2022 e 2024[33]
- Melhor Jogadora da Final do Campeonato Brasileiro: 2023
- Prêmio Samba Gold: 2023[34]
- Prêmio A Mais Braba: 2023
- Seleção da Rodada Brasileirão Feminino 2024: 5a, 7a, 12a e 13a
- Mina da Rodada Brasileirão Feminino 2024: 5a rodada

### Artilharias
- Supercopa do Brasil: 2023 (três gols)